# كومبيرنولد كيلسيث وكيركينتيلوك الشرقية (دائرة انتخابية في المملكة المتحدة)
كومبيرنولد، كيلسيث وكيركينتيلوك الشرقية (بالإنجليزية: Cumbernauld, Kilsyth and Kirkintilloch East)‏ هي إحدى الدوائر الانتخابية في المملكة المتحدة الممثلة في مجلس العموم في برلمان المملكة المتحدة.
عضو البرلمان الذي يمثلها حالياً هو :Rosemary McKenna (Lab).